# Stellarium
Stellarium er et gratis computerprogram, som er frigivet under GNU General Public License. Det findes til Linux, Windows og Mac OS. Stellarium genererer billeder ved hjælp af OpenGL, og de vises i realtid.
Med Stellarium er det muligt at få vist, hvad man på nattehimlen kan se med det blotte øje, en kikkert eller et lille teleskop. Det er ligeledes muligt at placere sig hvor man vil på Jorden. 
Stellarium er udviklet af den franske programmør Fabien Chéreau, som lancerede projektet i sommeren 2001. Andre prominente programmører er ansvarlige for det grafiske.
Med programmet kan man bl.a. se:

- Over 120.000 forskellige stjerner fra Hipparcoskataloget

- Alle solsystemets planeter og deres største måner

- Panoramalandskaber, tåge, atmosfæren, sol- eller måneformørkelser samt realistiske solopgange og solnedgange

Siden version 0.8.0 har Stellarium været tilgængeligt på over 40 sprog, heriblandt dansk.